# Цензура Википедии в России
С момента принятия в 2012 году российского закона о возможности блокирования сайтов Википедия неоднократно подвергалась угрозе блокировки. Она была кратковременно заблокирована в августе 2015 года за неудаление статьи о наркотике чарас, однако разблокирована в тот же день. После начала вторжения России на Украину в 2022 году в единый реестр запрещённых сайтов было внесено множество статей Википедии, на Фонд Викимедиа был наложен штраф за их неудаление. На начало 2023 года в различные российские реестры запрещённых сайтов входит порядка сотни статей Википедии.

## Предыстория
28 июля 2012 года президентом РФ Путиным был подписан Федеральный закон № 139-ФЗ «О внесении изменений в Федеральный закон „О защите детей от информации, причиняющей вред их здоровью и развитию“ и отдельные законодательные акты Российской Федерации». Этим законом в другие федеральные законы был внесён ряд положений, предполагающих фильтрацию интернет-сайтов по системе чёрного списка и блокировку запрещённых интернет-ресурсов. Ряд экспертов высказывал опасения, что данный закон может использоваться для цензуры Интернета.
1 ноября 2012 года вступили в силу положения, касающиеся единого реестра доменных имён и URL-адресов, содержащих запрещённую к распространению информацию. Был создан Единый реестр запрещённых сайтов.
В течение трёх лет со дня принятия закона в Единый реестр запрещённых сайтов попадали более 25 статей русскоязычной Википедии, в основном о наркотиках и самоубийствах. Например, статью «Смертельная инъекция» внесли в реестр запрещённых сайтов за наличие в ней информации о суициде. Большая часть этих статей по прошествии некоторого времени исключалась из реестра. Однако вплоть до 25 августа 2015 года реального блокирования статей Википедии или всего проекта на территории России не происходило.

## Блокировка в августе 2015
18 августа 2015 года Роскомнадзор, сославшись на решение судьи Черноярского районного суда Астраханской области Серебрянниковой О. А. от 25 июня 2015 года, потребовал от администрации Википедии удалить статью «Чарас». По мнению прокурора Черноярского района, который обратился в суд, в статье имелась «текстовая информация, демонстрирующая способ приготовления наркосодержащего вещества». Суд признал информацию, содержащуюся в статье, запрещённой к распространению на территории Российской Федерации как пропаганда наркотических средств в соответствии с частями 1 и 2 статьи 46 федерального закона от 08.01.1998 № 3-ФЗ «О наркотических средствах и психотропных веществах».

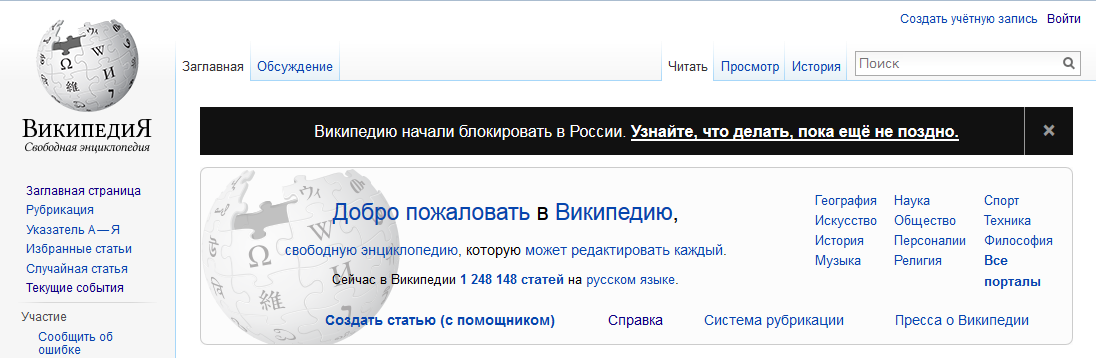
Баннер, провисевший на страницах Википедии 24—25 августа 2015 года

В Википедии, по результатам обсуждения среди участников проекта, было принято решение не удалять статью, сама статья была доработана в соответствии с правилами энциклопедии. По словам исполнительного директора Викимедиа РУ Станислава Козловского, «та часть статьи, которая вызвала нарекания суда, была взята со страницы Организации Объединённых Наций, остальную информацию мы брали из фармакологических справочников, но к ним претензий от Роскомнадзора не поступает». Он также отметил, что «если государство в лице Роскомнадзора решило заблокировать „Википедию“, то так тому и быть. У нас похожая ситуация в Китае, Сирии, Иране и Саудовской Аравии». Директор «Викимедиа РУ» Владимир Медейко также напомнил, что серверы «Википедии» находятся в Калифорнии и на них распространяются законы этого американского штата.
24 августа Роскомнадзор направил на блокировку операторами связи указатель страницы сайта русскоязычной Википедии, содержащей «запрещённую информацию о наркотическом веществе». Поскольку интернет-энциклопедия работает по защищённому протоколу HTTPS, провайдеры не могут блокировать её отдельные страницы, поэтому блокировка одной статьи привела к тому, что адреса проектов Викимедиа (в том числе русскоязычная Википедия) в ряде регионов России стали недоступны.

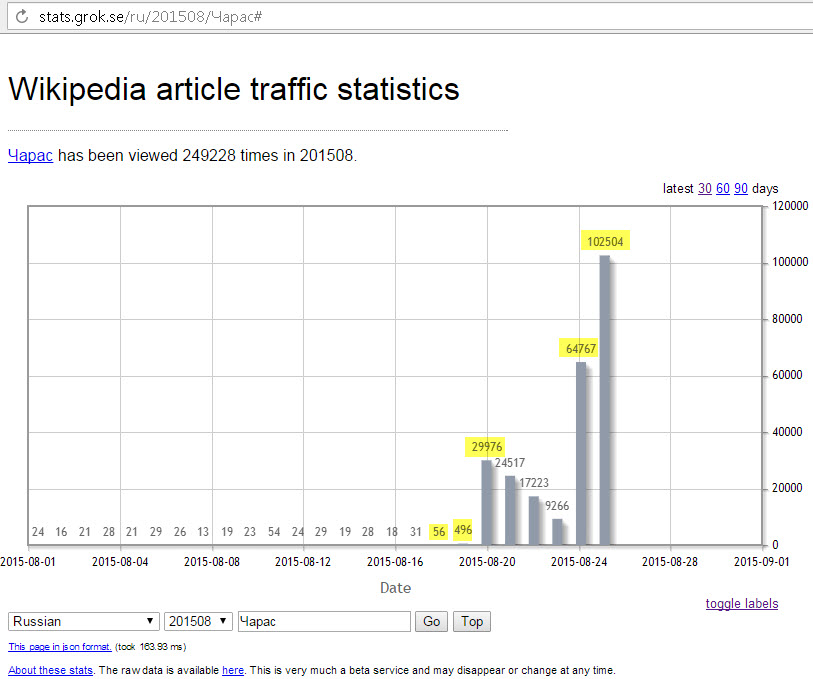
Посещаемость статьи русской Википедии «Чарас» в августе 2015 года

Однако уже 25 августа на сайте Роскомнадзора появилось сообщение о том, что «статья о наркотическом веществе „чарас“, содержащаяся в настоящий момент в „Википедии“, согласно экспертному заключению ФСКН России, не нарушает требований законодательства» и «указанная в данном решении суда ссылка исключена из Единого реестра запрещённой информации». Несмотря на наличие в заявлении Роскомнадзора информации, что статья была отредактирована с момента внесения в список на выгрузку, сравнение версий показывает, что никаких видимых изменений в статью не вносилось.

### Блокировка Википедии и эффект Стрейзанд
Некоторые журналисты отметили, что блокирование Википедии в России сопровождалось эффектом Стрейзанд. Если статья до сообщения о грядущей блокировке имела всего несколько десятков просмотров в день, то после сообщения Роскомнадзора её посещаемость выросла в тысячу раз, а на пике скандала она имела более 100 000 просмотров в сутки.

## Другое

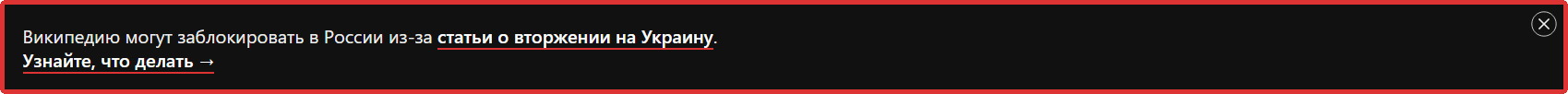
Баннер, висевший на страницах русской Википедии в начале марта 2022 года

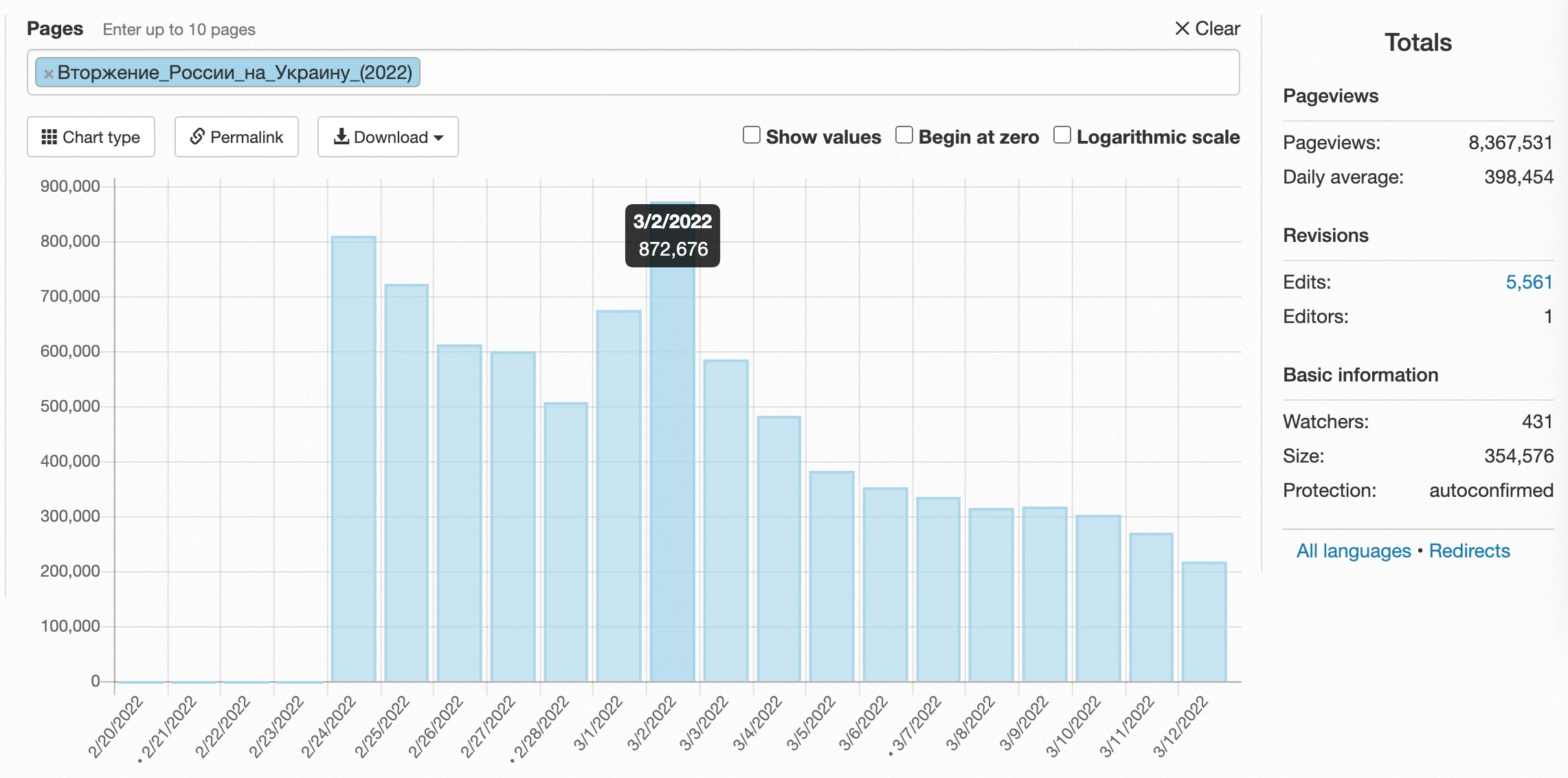
Посещаемость статьи русской Википедии «Вторжение России на Украину (2022)» в марте 2022 года

1 марта 2022 года Роскомнадзор уведомил о вынесенном Генеральной прокуратурой РФ 27 февраля решении, согласно которому статья «Вторжение России на Украину (2022)» содержит «сведения о многочисленных жертвах среди военнослужащих Российской Федерации, а также гражданского населения Украины, в том числе детях, о необходимости снятия денежных средств со счетов в банках Российской Федерации в связи с санкциями, вводимыми иностранными государствами», и это, если соответствующие сведения не будут удалены, приведёт к ограничению доступа к Википедии на территории России.
20 июля из-за неудаления Википедией статей о Российско-украинской войне Роскомнадзор обязал поисковики помечать Википедию как нарушителя российского законодательства. Ранее Роскомнадзор требовал удалить ряд статей, связанных с российским нападением на Украину: Авиаудар по больнице в Мариуполе, Резня в Буче, Военные преступления в период вторжения России на Украину и других.
В 2024 году Фонд Викимедиа подал иск в суд на Роскомнадзор и Генпрокуратуру, в котором требует, чтобы требования двух ведомств объявили незаконными.
15 мая 2025 года депутат Госдумы Нина Останина предложила заблокировать Википедию, ссылаясь на опасность для молодёжи, отсутствие цензуры, искажение исторической правды.